# Cangkring (Prajekan)
Cangkring is een bestuurslaag in het regentschap Bondowoso van de provincie Oost-Java, Indonesië. Cangkring telt 2624 inwoners (volkstelling 2010).